# Gentiane de Koch
Gentiana kochiana
Espèce
Classification phylogénétique
La Gentiane de Koch (Gentiana kochiana) est une plante herbacée calcifuge vivace de la famille des Gentianacées.

## Habitats
On la trouve jusqu'à plus de 2 500 m, en milieux ouverts, comme les prairies et les pelouses alpines. Elle demande un sol de pH inférieur à 8, l'idéal étant entre 5,5 et 7. Cette espèce exige un emplacement ensoleillé, et sait se contenter de très peu de sol.

## Caractéristiques adaptatives
Cette plante présente un appareil aérien peu développé sans tige et avec des feuilles plaquées au sol pour exposer le moins possible de surface à l'air glacé présent en altitude et au vent. Une autre caractéristique est qu'elle se termine par un bourgeon terminal souterrain et une racine contenant les glucides nécessaires à sa survie. Ce mode de fonctionnement lui permet de protéger du climat ses parties les plus sensibles et de puiser son énergie dans le sous-sol. La couleur des fleurs de cette plante (bleu foncé) est due aux ultraviolets. Effectivement, ces rayons sont plus présents en altitude et la gentiane de Koch possède des anthocyanes, qui sont des pigments qui absorbent ces rayons. Ce fonctionnement permet à la plante de se protéger des UV, qui sont d'ordinaire nocifs. Plutôt que de les laisser abîmer ses feuilles, elle les utilise pour colorer ses fleurs.

## Confusion possible
Elle est souvent confondue avec la Gentiane acaule, qui est une autre gentiane alpine très ressemblante, mais qui est calcicole.

## Description
De grandes fleurs bleu foncé apparaissent de mai à juillet.